# Tornik'e Shengelia
Tornik'e Shengelia (in georgiano თორნიკე შენგელია?; Tbilisi, 5 ottobre 1991) è un cestista georgiano.

## Caratteristiche
Ala Grande moderna e completa, Shengelia è considerato uno dei migliori interpreti della pallacanestro europea della sua generazione. Nonostante sia un giocatore in grado di interpretare eccellentemente entrambi le fasi della pallacanestro, è nella metà campo offensiva che il georgiano fa maggiormente la differenza, potendo disporre di un repertorio di soluzioni estramemente vasto: post bassi, penetrazioni al ferro, spesso effettuate creandosi vantaggio da un rapidissimo primo passo in dribbling, realizzato grazie ad un fenomenale atletismo, e tiri dalla media talvolta presi in fade away. Le sue partenze in post basso dagli angoli del campo, seguiti da fulminei scivolamenti sulla schiena per poi concludere al ferro, sono diventati un suo vero e proprio marchio di fabbrica. Risulta inoltre sia un ottimo assistman, grazie a delle ottime doti da passatore e la sua capacità di creare vantaggio in area attraverso il fisico, che un ottimo rimbalzista, data la sua altezza (206 cm). Nel corso degli anni ha migliorato sensibilmente le sue qualità di tiratore da tre punti, infatti ad oggi, oltre al suo vastissimo repertorio, vanta una buona affidabilità di tiro dietro l'arco. Infine un ottimo tiratore di liberi, potendo contare su una media in carriera poco sotto l'80%, comunque in progressivo aumento nelle ultime stagioni.

## Carriera
Scelto dai Philadelphia 76ers alla 54ª chiamata, viene immediatamente ceduto ai Brooklyn Nets, con la maglia dei quali disputa la Summer League, con una media di 10,2 punti e 3,6 rimbalzi a partita. A seguito delle sue prestazioni con Philadelphia 76ers (17 punti, 6 rimbalzi e 2 assist) e Indiana Pacers (16 punti, 4 palle rubate e 3 stoppate), Avery Johnson, allenatore dei Nets, ha dichiarato, durante un'intervista al New York Post, di essere impressionato dalle prestazioni di Shengelia.
Il 24 luglio 2012 firma un contratto biennale con i Nets. In pre-season segna 11 punti, 2 rimbalzi e 2 assist contro i Boston Celtics. Durante la sua stagione da matricola viene più volte assegnato agli Springfield Armor, in D-League. Il 7 novembre 2013 viene nuovamente assegnato agli Armor. Viene richiamato il 9 novembre, riassegnato il 10 novembre e nuovamente richiamato l'11 novembre.
A seguito della crisi russo-ucraina, il 26 febbraio 2022 decide di rescindere il contratto con il CSKA Mosca a causa delle divergenze ideologiche sul conflitto, venendo tesserato dalla Virtus Pallacanestro Bologna. Con i bianconeri conquista una Eurocup (2022) e uno scudetto (2025).

## Statistiche

### NBA

#### Regular Season
| Anno      | Squadra       | PG | PT | MP  | TC%  | 3P%  | TL%  | RP  | AP  | PRP | SP  | PP  |
| --------- | ------------- | -- | -- | --- | ---- | ---- | ---- | --- | --- | --- | --- | --- |
| 2012-2013 | Brooklyn Nets | 19 | 0  | 4,9 | 43,5 | 50,0 | 56,3 | 1,2 | 0,2 | 0,2 | 0,1 | 1,6 |
| 2013-2014 | Brooklyn Nets | 17 | 0  | 8,1 | 45,8 | 0,0  | 37,5 | 0,8 | 0,7 | 0,1 | 0,1 | 1,5 |
| 2013-2014 | Chicago Bulls | 9  | 0  | 1,9 | 50,0 | -    | -    | 0,2 | 0,2 | 0,1 | 0,0 | 0,4 |
| Carriera  | Carriera      | 45 | 0  | 5,5 | 45,1 | 12,5 | 50,0 | 0,9 | 0,4 | 0,1 | 0,0 | 1,3 |

#### Massimi in carriera
- Massimo di punti: 11 vs Washington Wizards (15 aprile 2013)[1]
- Massimo di rimbalzi: 11 vs Washington Wizards (15 aprile 2013)
- Massimo di assist: 5 vs Houston Rockets (29 novembre 2013)
- Massimo di palle rubate: 1 (6 volte)
- Massimo di stoppate: 1 (2 volte)
- Massimo di minuti giocati: 27 vs Houston Rockets (29 novembre 2013)

### G League
| Anno      | Squadra           | PG | PT | MP   | TC%  | 3P%  | TL%  | RP  | AP  | PRP | SP  | PP   |
| --------- | ----------------- | -- | -- | ---- | ---- | ---- | ---- | --- | --- | --- | --- | ---- |
| 2012-2013 | Springfield Armor | 10 | 10 | 36,6 | 52,7 | 36,6 | 67,5 | 8,2 | 4,0 | 2,3 | 1,0 | 24,3 |
| 2013-2014 | Springfield Armor | 4  | 4  | 27,3 | 54,8 | 20,0 | 81,8 | 5,0 | 1,5 | 0,5 | 1,3 | 13,3 |
| Carriera  | Carriera          | 14 | 14 | 33,9 | 53,1 | 34,8 | 70,6 | 7,3 | 3,3 | 1,8 | 1,1 | 21,1 |

### Eurolega
| Anno      | Squadra          | PG  | PT  | MP   | TC%  | 3P%  | TL%  | RP  | AP  | PRP | SP  | PP   |
| --------- | ---------------- | --- | --- | ---- | ---- | ---- | ---- | --- | --- | --- | --- | ---- |
| 2011-2012 | Spirou Charleroi | 9   | 9   | 20,7 | 45,2 | 28,6 | 68,2 | 4,3 | 1,0 | 0,3 | 0,1 | 8,3  |
| 2014-2015 | Saski Baskonia   | 24  | 23  | 21,5 | 39,9 | 22,9 | 82,0 | 4,8 | 0,8 | 0,6 | 0,7 | 9,5  |
| 2015-2016 | Saski Baskonia   | 9   | 7   | 19,4 | 54,5 | 50,0 | 68,2 | 3,8 | 1,2 | 0,8 | 0,6 | 9,1  |
| 2016-2017 | Saski Baskonia   | 24  | 13  | 20,8 | 51,1 | 54,2 | 77,8 | 4,2 | 1,4 | 0,8 | 0,3 | 10,8 |
| 2017-2018 | Saski Baskonia   | 33  | 17  | 25,5 | 56,9 | 32,6 | 68,1 | 6,1 | 2,2 | 0,8 | 0,5 | 13,7 |
| 2018-2019 | Saski Baskonia   | 20  | 15  | 24,5 | 50,3 | 39,3 | 52,9 | 4,3 | 1,7 | 1,2 | 0,4 | 11,5 |
| 2019-2020 | Saski Baskonia   | 28  | 28  | 30,4 | 53,3 | 39,1 | 76,9 | 5,6 | 2,9 | 1,0 | 0,5 | 15,9 |
| 2020-2021 | CSKA Mosca       | 37  | 35  | 24,9 | 45,5 | 31,5 | 65,1 | 4,9 | 2,3 | 1,2 | 0,2 | 11,2 |
| 2021-2022 | CSKA Mosca       | 15  | 13  | 24,8 | 47,4 | 34,1 | 73,3 | 4,7 | 2,5 | 0,9 | 0,3 | 12,7 |
| 2022-2023 | Virtus Bologna   | 23  | 17  | 22,6 | 48,4 | 46,2 | 75,3 | 3,1 | 3,1 | 0,9 | 0,4 | 9,4  |
| 2023-2024 | Virtus Bologna   | 33  | 31  | 27,4 | 49,1 | 25,5 | 78,8 | 5,0 | 3,3 | 1,0 | 0,2 | 14,5 |
| 2024-2025 | Virtus Bologna   | 28  | 25  | 27,5 | 47,9 | 36,2 | 82,4 | 5,0 | 2,7 | 0,7 | 0,4 | 15,6 |
| Carriera  | Carriera         | 283 | 233 | 24,9 | 49,4 | 34,3 | 72,9 | 4,8 | 2,3 | 0,9 | 0,4 | 12,4 |

### Eurocup
| Anno       | Squadra        | PG | PT | MP   | TC%  | 3P%  | TL%  | RP  | AP  | PRP | SP  | PP  |
| ---------- | -------------- | -- | -- | ---- | ---- | ---- | ---- | --- | --- | --- | --- | --- |
| 2008-2009  | Valencia       | 1  | 0  | 7,8  | 50,0 | -    | 100  | 2,0 | 1,0 | 0,0 | 0,0 | 4,0 |
| 2009-2010† | Valencia       | 3  | 0  | 9,9  | 44,4 | 0,0  | 50,0 | 1,7 | 0,3 | 1,0 | 0,3 | 3,0 |
| 2021-2022† | Virtus Bologna | 8  | 6  | 23,1 | 40,0 | 21,1 | 60,0 | 5,5 | 3,5 | 0,8 | 1,0 | 8,1 |
| Carriera   | Carriera       | 12 | 6  | 18,5 | 40,8 | 17,4 | 63,2 | 4,2 | 2,5 | 0,8 | 0,8 | 6,5 |

## Palmarès

### Squadra

#### Competizioni nazionali
- Campionato spagnolo: 1

Saski Baskonia: 2019-20
- Supercoppa italiana: 2

Virtus Bologna: 2022, 2023
- Campionato italiano: 1

Virtus Bologna: 2024-25

#### Competizioni internazionali
- VTB United League: 1

CSKA Mosca: 2020-21
- Supercoppa VTB United League: 1

CSKA Mosca: 2021
- Eurocup: 2

Valencia: 2009-10
Virtus Bologna: 2021-22

### Individuale
- All-Euroleague First Team: 1

Baskonia: 2017-18
- MVP Supercoppa italiana: 1

Virtus Bologna: 2023
- MVP finali Serie A: 1

Virtus Bologna: 2024-25